# Osthannoversche Eisenbahnen

Früheres Logo der OHE

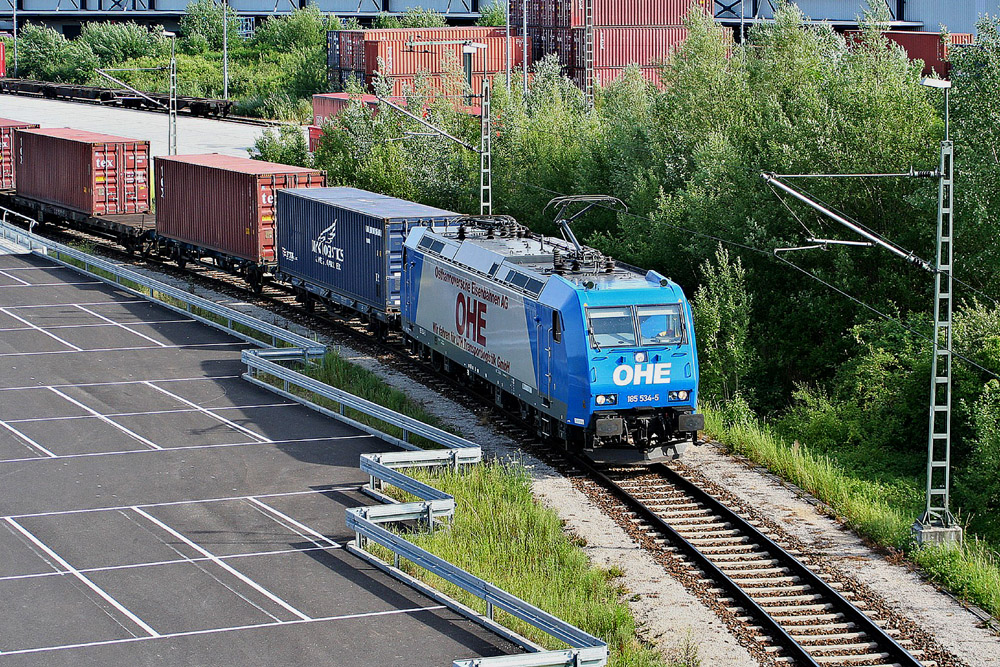
OHE 185 534 auf dem Güterverkehrszentrum Ingolstadt

Die Osthannoversche Eisenbahnen AG (OHE) ist ein mehrheitlich in Besitz von Netinera befindliches Eisenbahnunternehmen mit Sitz in Celle.
Als Eisenbahninfrastrukturunternehmen (EIU) betrieb sie bis 2021 ein 278 Kilometer langes Streckennetz im nordöstlichen Niedersachsen, vor allem im Bereich der Lüneburger Heide. Als Eisenbahnverkehrsunternehmen (EVU) führt die OHE Gütertransporte auf eigenen Strecken und im Netz der Deutschen Bahn durch. Der schienengebundene Personenverkehr der OHE wurde schrittweise bis 1977 eingestellt. Durch ihre Beteiligung an der metronom Eisenbahngesellschaft mbH ist die OHE seit Dezember 2003 indirekt an der schienengebundenen Personenbeförderung beteiligt. Über ihre neu gegründeten Tochterunternehmen erixx GmbH (seit 2011) und erixx Holstein GmbH (seit Dezember 2022) führt die OHE wieder eigenen Schienenpersonennahverkehr durch.

## Geschichte

### Zusammenschlüsse
Die OHE entstanden 1944 durch den Zusammenschluss mehrerer Kleinbahngesellschaften im Raum Nordostniedersachsen. Die Gründung einer einzigen Bahngesellschaft war nicht nur wirtschaftlich motiviert, sondern auch stark politisch gefordert. Im nationalsozialistischen Deutschen Reich war das Netz der zukünftigen OHE im Regierungsbezirk Lüneburg gelegen, der dem NSDAP-Gau Ost-Hannover angehörte (deckungsgleich mit dem Gebiet des Reichstagswahlkreises 15, Ost-Hannover) und auch namensgebend für die Gesellschaft wurde.
Die Osthannoversche Eisenbahnen AG (OHE) in Celle ist aus der am 21. Juni 1902 gegründeten Kleinbahn Celle–Wittingen hervorgegangen, die sich ab 23. Februar 1940 Eisenbahn Celle-Wittingen AG nannte. Diese übernahm am 27. März 1944 die Kleinbahn Celle-Soltau, Celle-Munster, mit der sie in der „Betriebsgemeinschaft der Celler Kleinbahnen“ verbunden war, und führte fortan die Firma Celler Eisenbahnen AG.
Am 10. Juli 1944 wurden noch die folgenden Bahngesellschaften eingegliedert, für die ab den frühen 1920er Jahren – bei den beiden Winsener Bahnen ab 1933 – das Landeskleinbahnamt der Provinz Hannover den Betrieb geführt hatte:
- Bleckeder Kleinbahn (Lüneburg-Bleckeder Eisenbahn)
- Kleinbahn Lüneburg–Soltau GmbH (Lüneburg-Soltauer Eisenbahn)
- Kleinbahn Soltau–Neuenkirchen
- Kleinbahn Winsen–Evendorf–Hützel (Winsener Eisenbahn)
- Kleinbahn Winsen–Niedermarschacht (Winsener Eisenbahn)

Zum gleichen Zeitpunkt wurde auch die
- Kleinbahn Wittingen–Oebisfelde (Wittingen-Oebisfelder Eisenbahn) in die OHE aufgenommen.

Mit dieser Fusion sollte – vor allem angesichts der schwierigen Kriegslage – durch eine einheitliche Leitung und gemeinsame Betriebsmittel die Leistungsfähigkeit und Wirtschaftlichkeit der beteiligten Kleinbahnen gesteigert werden.
Das neue Unternehmen Osthannoversche Eisenbahnen AG besaß 1944 ein Normalspur-Streckennetz von fast 340 Kilometern Länge. Es war damit jahrzehntelang das umfangreichste aller nichtbundeseigenen Eisenbahnen.

### Eigentümer
Bei der Gründung im Jahr 1944 waren als Hauptaktionäre der preußische Staat und die Provinz Hannover mit zusammen 53 % beteiligt. Die Landkreise Celle, Fallingbostel, Gifhorn, Harburg (Verwaltung Winsen) und Lüneburg besaßen Aktien in unterschiedlichem Maße entsprechend den dortigen Streckenabschnitten. Mit ganz geringen Quoten sind zu nennen das Land Braunschweig und die Provinz Sachsen sowie die Städte Celle und Lüneburg nebst einigen kleineren Gemeinden und wenige Privatpersonen. In der Nachkriegszeit wurde das Unternehmen von Dietrich Wersche geführt.
Bis Ende 2006 war die OHE im Staatsbesitz – zu 40,2 % dem Land Niedersachsen, zu 33,8 % der Bundesrepublik Deutschland, zu 17,1 % Kreisen, Städten und Gemeinden aus Niedersachsen und zu 8,9 % der ebenfalls im Bundesbesitz befindlichen DB Regio AG. Als Ergebnis eines im Juli 2006 vom Land Niedersachsen eingeleiteten Privatisierungsverfahrens erhielt im Dezember 2006 die Bietergemeinschaft aus Arriva und Verkehrsbetriebe Bachstein für 30 Millionen Euro die Anteile von Bund, Land und DB Regio und später auch die des Landkreises Harburg den Zuschlag und übernahm im März 2007 nach der Zustimmung durch die Parlamente, Kartellbehörden und die VBL die Aktienmehrheit. Durch die zum 1. Februar 2007 gegründete Arriva Bachstein, die der Arriva Deutschland zu 86 % und der Verkehrsbetriebe Bachstein aus Celle zu 14 % gehört, hielt Arriva zunächst 73,203 % der Anteile an der OHE. Nach dem Kauf von Arriva Deutschland durch Trenitalia, gemeinsam mit dem Finanzinvestor Cube, wurde Arriva Deutschland in Netinera umfirmiert.
Aktionäre:
- Netinera Bachstein: 85,507 %
- Landkreis Celle: 5,772 %
- Landkreis Gifhorn: 1,782 %
- Landkreis Lüneburg: 1,542 %
- Heidekreis: 1,194 %
- Stadt Celle: 1,220 %
- Stadt Uelzen: 0,697 %
- Stadt Wittingen: 0,258 %
- Flecken Brome: 0,028 %

## Streckennetz
Folgende Strecken wurden zuletzt von der OHE betrieben:
| Strecke                        | Länge km | Name           | Kategorie | Anmerkung                                                                                                   |
| ------------------------------ | -------- | -------------- | --------- | --- |
| Celle – Soltau                 | 58,9     | Falkenbergbahn | F1        | |
| Beckedorf – Munster            | 23,9     | Örtzetalbahn   | Z2        | |
| Lüneburg Süd – Soltau          | 57,1     | Gebirgsbahn    | Z1        | |
| Lüneburg Nord – Bleckede       | 23,8     | Geestrandbahn  | Z2        | durch die Gleise der DB vom übrigen Netz der OHE abgetrennt, ab km 1,2 verpachtet an Bleckeder Kleinbahn UG |
| Winsen (Luhe) – Hützel         | 41,1     | Luhebahn       | Z1        | |
| Winsen (Luhe) – Marschacht     | 16,0     | Elbmarschbahn  | Z2        | |
| Celle – Wittingen              | 51,0     | Lachtetalbahn  | Z1        | |
| ohne Verbindung zum Stammnetz: |          |                |           | |
| Wunstorf – Mesmerode           | 6,0      |                | Z3        | seit 2000, ehemals Steinhuder Meer-Bahn StMB                                                                |
| Gesamtnetz                     | 277,8    |                |           | |

Stillgelegte Strecken:
| Strecke                       | Länge km | Name          | Anmerkung                                                                                       |
| ----------------------------- | -------- | ------------- | ----------------------------------------------------------------------------------------------- |
| Soltau – Neuenkirchen         | 12,0     |               | 1996 stillgelegt, 2006 teilweise abgebaut, ab Mai 2014 Neuenkirchener Draisinenbahn (Teilstück) |
| Beedenbostel – Mariaglück     | 5,6      | Salzbahn      | 2005 stillgelegt, abgebaut                                                                      |
| Marschacht – Niedermarschacht | 1,1      | Elbmarschbahn | 1996 stillgelegt, abgebaut                                                                      |
| Wittingen – Oebisfelde        | 43,1     | Ohretalbahn   | Rühen–Oebisfelde 1945, Radenbeck–Rühen 2004, Wittingen–Radenbeck 2016 stillgelegt               |
| Celle – Wietzenbruch          | 4,3      |               | 1998 von der DB übernommen, 2005 stillgelegt, 2006 abgebaut                                     |

Im November 2005 wurde der OHE durch das niedersächsische Ministerium für Wirtschaft, Arbeit und Verkehr die dauerhafte Einstellung des Verkehrs auf der Ohretalbahn ab Streckenkilometer 14,2 (Radenbeck) erteilt. Abzüglich der stillgelegten Strecken betrug die Länge der OHE-Strecken Anfang 2009 zusammen 292,0 km.
Das Trassenpreissystem 2009 der OHE regelt den Zugang zu ihrem Netz für andere EVU. Darin bietet sie Standardtrassen für Verkehre an, die in ihrem Netz beginnen oder enden. Neu hinzugekommen sind kostengünstigere Durchgangsstrassen für Verkehre, die Quelle und Ziele außerhalb ihres Netzes haben. Damit soll vor allem der Seehafenhinterlandverkehr gefördert werden.
2009 wurde ebenfalls die Strecke Lüneburg Nord – Bleckede mit Ausnahme des Bahnhofs Lüneburg Nord zur Übernahme durch Dritte ausgeschrieben. Die Arbeitsgemeinschaft Verkehrsfreunde Lüneburg e. V., die zuvor bereits Museumseisenbahnbetrieb auf dieser Strecke durchgeführt hatte, beabsichtigte diese vor der Stilllegung zu bewahren. Zu diesem Zweck gründete sie ein vereinseigenes Eisenbahninfrastrukturunternehmen, die Bleckeder Kleinbahn UG, das die Strecke für 50 Jahre von der OHE pachtete. Seit 2011 ist dieses nun der Infrastrukturbetreiber ab Kilometer 1,218.
Zum 1. Januar 2022 wurde das Streckennetz der OHE von der neu gegründeten Schieneninfrastruktur Ost-Niedersachsen GmbH (SInON) übernommen, die im Besitz des Landes Niedersachsen ist. Die Beschäftigten aus dem Bereich Infrastruktur wurden übernommen. Die Betriebswerke in Celle, Bleckede und Uelzen sowie die Tankstellen in Bad Harzburg und Soltau (Han) sind bei der OHE geblieben.

## Güterverkehr
Der Güterverkehr spielte in der Vergangenheit eine bedeutende Rolle: Auf dem eigenen Netz wurden im Jahr 2006 1,4 Millionen Tonnen Holz, Baustoffe, chemische Produkte, Düngemittel und auch militärisches Gerät für die Truppenübungsplätze Munster und Bergen befördert. Ab 2004 war die OHE als EVU deutschlandweit im Einsatz, im Jahr 2006 konnte sie 1,6 Millionen Tonnen (2005: 0,95 Mio. Tonnen) vor allem im Ganzzugverkehr transportieren.
Außerdem bediente die OHE auch auf Strecken der Deutschen Bahn von rund 100 Kilometer Länge Güterverkehrsstellen im Einzelwagenverkehr:
| Strecke                             | Länge        |
| ----------------------------------- | ------------ |
| Munster – Uelzen                    | 34 km        |
| Celle – Uelzen                      | 53 km        |
| Soltau – Visselhövede (– Langwedel) | 18 (45) km   |
| gesamt                              | 105 (132) km |

Diese Strecken grenzten an das Streckennetz der OHE und wurden meist in der Funktion als regionaler Partner der DB bedient. In der Vergangenheit wurden auch andere Strecken befahren, deren Bedienung heute unrentabel ist oder wieder durch die DB selbst erfolgt. Der Verkehrsrückgang führte dazu, dass die Jahre 2011 und 2012 zu den schlechtesten in der OHE-Geschichte gehörten. Deswegen wurden Umstrukturierungsmaßnahmen durchgeführt, die zur Trennung von Betrieb und Netz und am 1. September 2012 zur Gründung der Tochtergesellschaft OHE Cargo AG führten.
Mit dem Fahrplanwechsel 2013/14 stellte die OHE die Durchführung des Güterverkehrs auf ihrem Streckennetz komplett ein. Die Bedienung der Ladestellen und Anschließer wird seitdem durch DB Cargo sichergestellt. Der damit eingeleitete Rückzug aus dem Schienengüterverkehr wurde Anfang Oktober 2015 durch den Beschluss des OHE-Aufsichtsrates, bis Ende 2016 die OHE Cargo GmbH aufzulösen, abgeschlossen.
Seit dem 1. Oktober 2016 hat die Havelländische Eisenbahn AG (HVLE) die verbliebenen Rangierleistungen der OHE übernommen.

## Personenverkehr

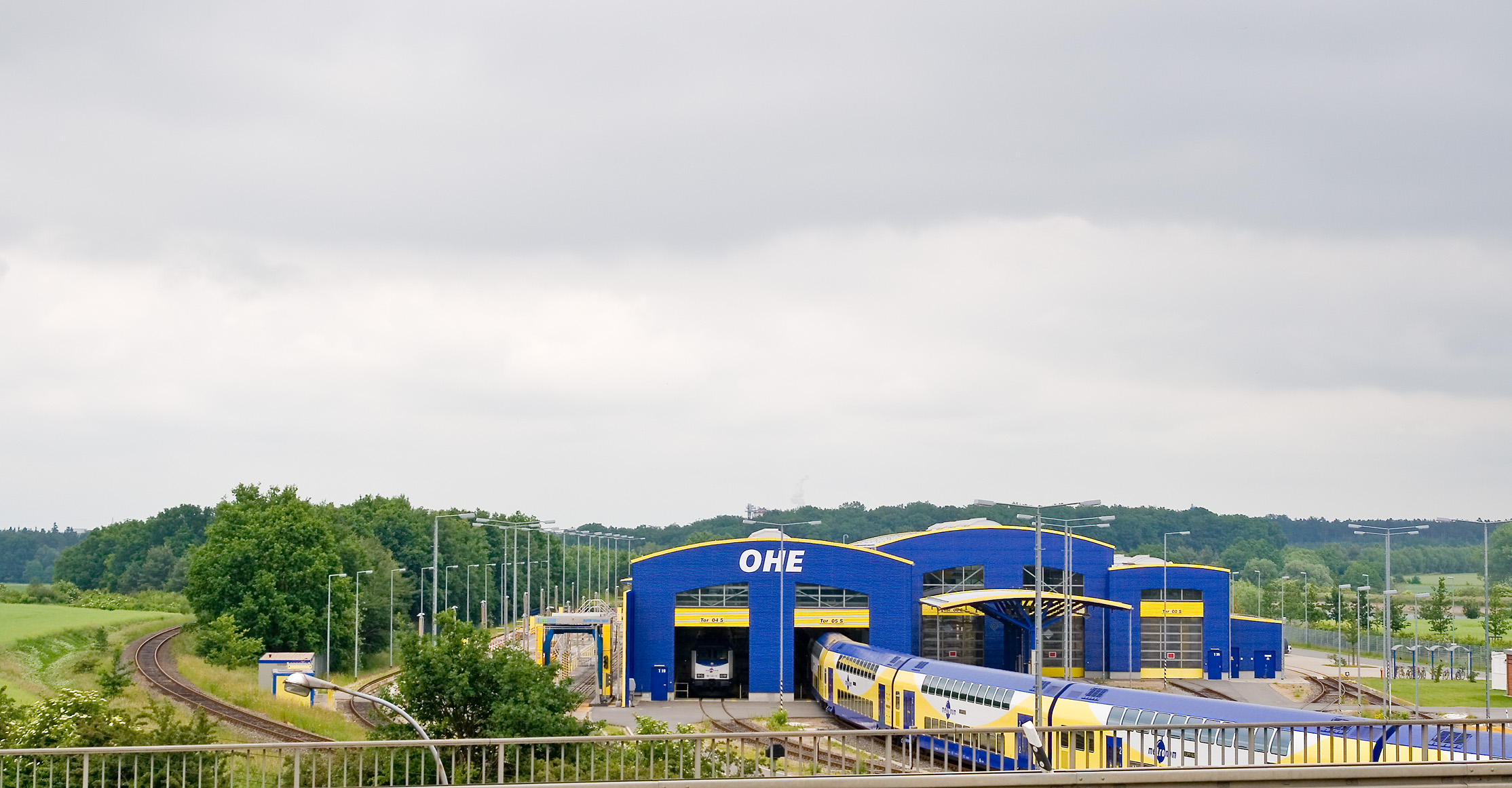
Der OHE gehört das Wartungszentrum für die Züge der metronom Eisenbahngesellschaft

### Früherer Personenverkehr
Der Personenverkehr nahm vor allem in der Zeit des Zweiten Weltkrieges und in den folgenden Jahren einen bedeutenden Umfang an. Er behielt auf einigen Strecken bis in die 1970er Jahre seine Bedeutung. Das zeigt sich an den Eilzugverbindungen, die u. a. dem sonntäglichen Ausflugsverkehr dienten. Ab Sommer 1977 waren im Kursbuch keine Personenzüge der OHE mehr zu finden.
Die Einstellungsdaten des Personenverkehrs:
| 1. Juli 1945  | – | Rühen – Oebisfelde                                           |
| 22. Mai 1955  | – | Beedenbostel – Mariaglück (Werksverkehr blieb noch bis 1958) |
| 28. Mai 1961  | – | Soltau – Neuenkirchen                                        |
| 22. Mai 1966  | – | Winsen – Niedermarschacht                                    |
| 31. Mai 1970  | – | Hermannsburg – Munster (Lager) und Salzhausen – Hützel       |
| 3. Juni 1973  | – | Bleckede – Alt Garge                                         |
| 26. Mai 1974  | – | Steinhorst – Wittingen und Wittingen – Rühen                 |
| 5. Juli 1974  | – | Winsen – Salzhausen                                          |
| 1. Juni 1975  | – | Bergen – Soltau                                              |
| 26. Juni 1975 | – | Soltau – Hützel – Schwindebeck                               |
| 30. Mai 1976  | – | Celle Nord – Bergen und Beckedorf – Hermannsburg             |
| 23. Juni 1976 | – | Celle Nord – Steinhorst                                      |
| 22. Mai 1977  | – | Lüneburg – Bleckede und Lüneburg – Schwindebeck              |

Als Ersatz für den Schienenverkehr richtete die OHE Omnibuslinien ein. Schon 1927/28 hatte die Direktion der Celler Kleinbahnen die Geschäftsführung des Kraftverkehrs Celle-Stadt und Land GmbH (KVC) übernommen; dieser betrieb damals vier Omnibuslinien von insgesamt 87 km Länge mit sechs Kraftomnibussen. Heute gehören der OHE 61 % der Anteile. Dazu kamen im Laufe der Jahre bei der OHE noch der Verkehrsbetrieb Osthannover GmbH (VOG) als hundertprozentiges Tochterunternehmen, die Verkehrsgesellschaft Landkreis Gifhorn (VLG) (25,2 %, bis 2017) und die 60-%-Beteiligung an der Kraftverkehr GmbH (KVG) in Stade, die u. a. im Raum Lüneburg Stadt- und Überlandverkehr bedient.

### Museumseisenbahnverkehr
Die Touristik-Eisenbahn Lüneburger Heide GmbH (TEL GmbH), eine Tochtergesellschaft der  Arbeitsgemeinschaft Verkehrsfreunde Lüneburg e. V. (AVL), bietet auf dem Streckennetz der OHE unter dem Namen „Heide-Express“ Fahrten mit historischen Fahrzeugen an.

### Aktueller Personenverkehr
Über das Tochterunternehmen NiedersachsenBahn GmbH ist die OHE an metronom beteiligt. Darüber hinaus betreibt die OHE das Bahnbetriebswerk Uelzen und führt im Auftrag von Bombardier die Wartung der metronom-Fahrzeuge durch. Ein weiteres Betriebswerk befindet sich in Celle und ein Ausbesserungswerk in Bleckede.
Die OHE hatte die Ausschreibung für das Heide-Kreuz bestehend aus der Heidebahn und der Bahnstrecke Uelzen–Bremen gewonnen und im Dezember 2011 deren Betrieb aufgenommen. Die Laufzeit der Beauftragung beträgt acht Jahre. Zu diesem Zweck gründete sie am 18. April 2011 die neue Tochtergesellschaft Heidekreuzbahn GmbH, die wenig später in Erixx GmbH umbenannt wurde.
Seit Dezember 2022 betreibt das 100 %ige Tochterunternehmen erixx Holstein die Linien RE 83 Kiel–Lübeck–Lüneburg, RB 84 Kiel–Lübeck und RB 76 Kiel–Kiel-Oppendorf. Die Linien bilden das Los Ost des Akkunetzes der NAH.SH GmbH, das von ihr gemeinsam mit der Landesnahverkehrsgesellschaft Niedersachsen ausgeschrieben und an die OHE vergeben wurde. Ab März 2023 sollen in dem Netz Akkutriebwagen von Stadler Rail zum Einsatz kommen.

## Betriebsführung anderer Bahnen
Die OHE führten ab 1959, nachdem das Niedersächsische Landeseisenbahnamt aufgelöst worden war, jahrzehntelang den Betrieb einer Reihe von Eisenbahnunternehmen im Land Niedersachsen, nämlich der:
- Bremervörde-Osterholzer Eisenbahn GmbH (ab 1. September 1981 eigene Betriebsführung der Eisenbahnen und Verkehrsbetriebe Elbe-Weser)
- Buxtehude-Harsefelder Eisenbahn GmbH (ab 1. Juli 1993 eigene Betriebsführung der Eisenbahnen und Verkehrsbetriebe Elbe-Weser)
- Eisenbahn Gittelde-Bad Grund GmbH (bis 30. Dezember 1971, Stilllegung)
- Lüchow-Schmarsauer Eisenbahn GmbH (bis 30. März 1969, eigene Betriebsführung)
- Niederweserbahn GmbH (bis 26. September 1964, Stilllegung)
- Rinteln-Stadthagener Verkehrs GmbH (seit dem 1. August 2011 Betriebsführung durch die Rhein-Sieg-Eisenbahn)
- Steinhuder Meer-Bahn GmbH (Übernahme des Eisenbahnbetriebes am 1. März 2000)
- Wilstedt-Zeven-Tostedter Eisenbahn GmbH (WZTE, ab 1. September 1981 eigene Betriebsführung der Eisenbahnen und Verkehrsbetriebe Elbe-Weser)

Ferner führt sie den Betrieb der 15 Kilometer langen Bahnstrecke Bomlitz–Walsrode für die Werksbahn von Dow Wolff Cellulosics.

## Werkstätten
Die OHE betreibt ein Betriebswerk am Bahnhof Celle Nord und ein Eisenbahnausbesserungswerk in Bleckede. Hier werden eigene und fremde Fahrzeuge den fälligen Untersuchungen unterzogen und ausgebessert.
Seit 2003 betreibt sie auch das neuerrichtete Bahnbetriebswerk Uelzen, in dem die Fahrzeuge der metronom Eisenbahngesellschaft und der erixx gewartet und instand gehalten werden.
Im Mai 2022 wurde ein Vertrag zwischen der Transdev Hannover GmbH und der Osthannoverschen Eisenbahnen AG unterzeichnet, der vorsah, dass die neue Flotte der S-Bahn Hannover ab dem 1. Juli 2023 in den Werkstätten der OHE in Celle gewartet und repariert wird. Dies umfasst 64 fabrikneue Züge vom Typ Flirt 3 XL von Stadler Deutschland sowie 13 Züge der Baureihe 425.5 von Bombardier. Die Werkstatt wurde dazu erweitert und zu einer dreigleisigen Wartungshalle mit elektrifizierten Zuführungsgleisen umgebaut. Die Fertigstellung verzögerte sich um fast zwei Jahre, am 23. Juni 2025 wurde die Werkstatt eröffnet.

## Fahrzeuge

### Vergangenheit
Von den Vorgängerbahnen wurde eine Vielzahl unterschiedlicher Dampflokomotiven übernommen. 1946/49 wurden 22 Dampflokomotiven von der Deutschen Reichsbahn erworben, um die gestiegenen Verkehrsleistungen mit eigenen Lokomotiven fahren zu können. Sie fuhren unter ihrer alten Baureihenbezeichnung mit neuer Nummer weiter (Baureihen 55, 56, 75.6, 76, 91, 92). Gleichzeitig erhielten die vorhandenen Lokomotiven neue Bezeichnungen: Dreiachsige Lokomotiven wurden als Baureihe 89 eingeordnet, vierachsige als Baureihe 92. 1949 kamen auch zwei Lokomotiven von der Südostbahn aus der Schweiz in den Bestand, die nach der Elektrifizierung der Bahn von Krupp übernommen wurden. Die beiden 1’D-h2t-Lokomotiven wurden der Baureihe 98 zugeordnet und trugen die Nummern 112 und 113. 1965 wurde die letzte Dampflok ausgemustert.
Auch 13 Triebwagen übernahm die OHE von den Vorgängerbahnen, darunter vier Wismarer Schienenbusse. 1954–1959 wurden sieben MaK-Großraumtriebwagen und ein Esslinger Triebwagen beschafft, die den Betrieb im Personenverkehr modernisierten und bis zu dessen Ende im Einsatz waren.

### Gegenwart

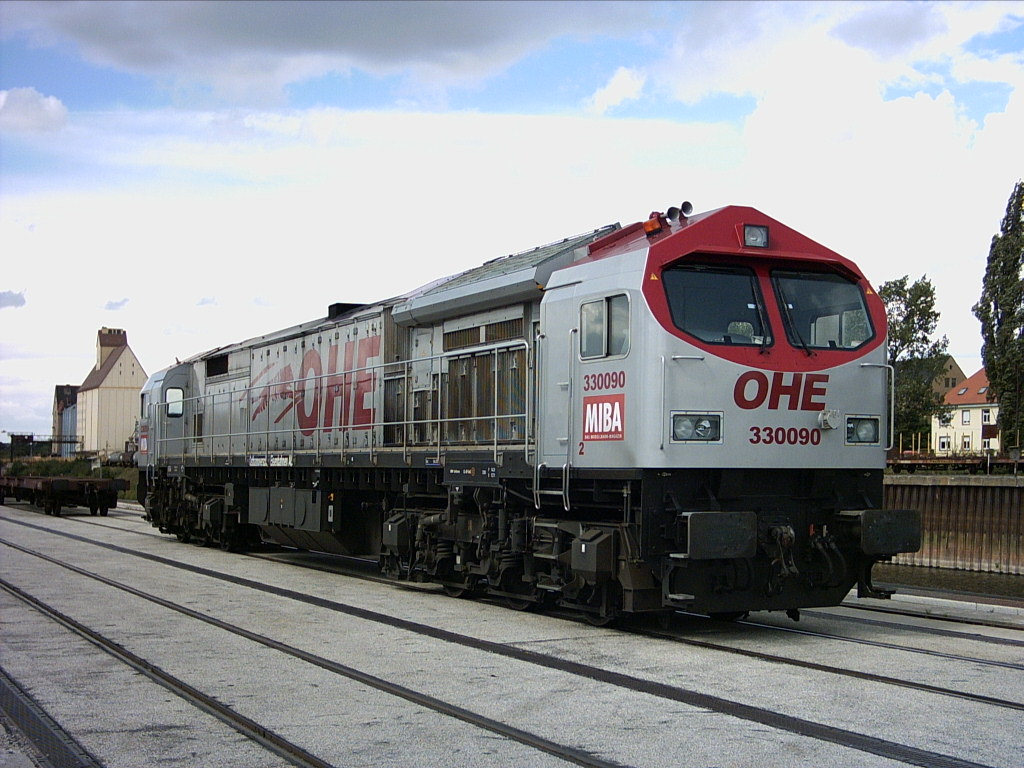
DE-AC33C – Blue Tiger der OHE

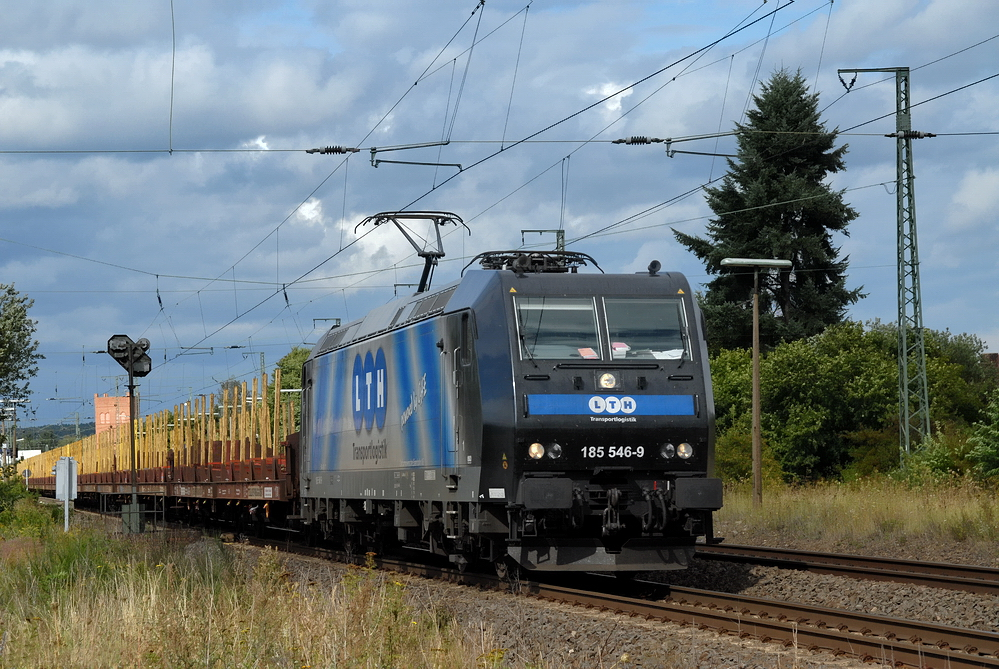
185 546 in Lollar

Die OHE betrieb 2010 einen Fuhrpark von über 30 Diesellokomotiven verschiedener Leistungsstufen, sodass man von der Rangierlok bis zur Großdiesellok für Fahrten auf dem DB-Netz über alle Größen verfügte. In den letzten Jahren fand eine Vereinheitlichung der eingesetzten Loktypen statt, trotzdem verfügte man immer noch über eine Vielfalt verschiedener Lokomotiven. Während früher MaK-Stangenlokomotiven das Rückgrat des Fuhrparks bildeten, fand man zuletzt überwiegend modernere Varianten der MaK-Standard-Baureihe (G 1202, G 1204 und G 1205) im Dienst bei der OHE. Auch drei ursprünglich 1600 PS starke G 1600, eine Weiterentwicklung auf Basis der DB-Baureihe 290, gehörten dazu, zwei Loks dieser Bauart mit geringerer Leistung wurden zwischenzeitlich verkauft. Die ursprünglich drei zweimotorigen Deutz-Großdiesellokomotiven vom Typ DG 2000 CCM befinden sich nicht mehr bei der OHE, ihre Nachfolge traten die Lokomotiven vom Typ „Blue Tiger“ an, die überwiegend auch weiterverkauft wurden. Viele der eingesetzten Lokomotiven wurden umfassend modernisiert und mit neuen Motoren, Funkfernsteuerung und teilweise Einrichtungen zur Mehrfachtraktion ergänzt.
Für den schweren Streckendienst setzten die OHE zuletzt drei Lokomotiven des Typs DH 1504 (2000 PS), drei Lokomotiven des Typs Siemens ER 20 (2700 PS) und eine Lok des Typs Bombardier DE-AC33C (Blue Tiger, hier Red Tiger genannt) mit 3300 PS ein. Ergänzt wurden die eigenen Fahrzeuge durch Lokomotiven verschiedener Leasinggesellschaften, über die längerfristig vier Loks der Baureihe G 2000 (3000 PS) und eine Lok der Baureihe G 1700-2 (2300 PS) angemietet wurden. Weiterhin wurden mehrere E-Loks vom Typ Bombardier TRAXX F140 AC betrieben. Seit Dezember 2014 gehörten auch zwei Siemens Vectron zum Fahrzeugpark.
Nach Einstellung des Güterverkehrs 2015 wurden diese Lokomotiven verkauft oder abgestellt.
Für das Heidekreuz wurden von der LNVG 27 neue Triebwagen LINT 41 angeschafft und der OHE zur Verfügung gestellt. Die OHE ist seit Dezember 2011 mit dem Markennamen Erixx aktiv.